# Опасный бизнес
«Опасный бизнес» (англ. Gringo) — американский комедийный боевик режиссёра Нэша Эдгертона, который был снят Amazon Studios. Главные роли исполнили Дэвид Ойелоуо, Джоэл Эдгертон, Аманда Сайфред и Шарлиз Терон. Премьера фильма в США состоялась 9 марта 2018 года, в России — 19 апреля.

## Сюжет
В открывающей сцене сотрудник компании Promethium Pharmaceuticals Гарольд Сойинка звонит вице-президентам Ричарду Раску и Элейн Маркинсон в Чикаго и говорит, что он взят в заложники в Мексике и похитители требуют пять миллионов долларов. 
За день до этого, Гарольд, Ричард и Элейн вылетели на встречу с Санчезом, главой мексиканского отделения Promethium. Гарольд не знает, что компания сбывает местному наркокартелю «Чёрная пантера» свой революционный продукт - медицинскую марихуану в таблетках. Promethium готовится к слиянию с крупным фармакологическим концерном, в связи с этим решено прекратить поставки марихуаны.
За ужином Гарольду удаётся тайно записать разговор Ричарда и Элейн на свой телефон, когда он выходит из-за стола. Он понимает, что в результате будущего слияния его уволят. Также этим вечером он узнает о неверности жены Бонни и её крупных растратах. Тем временем Санчез сообщает боссу наркокартеля Виллегасу о прекращении поставок, и тот приказывает похитить Гарольда, считая его начальником Ричарда.   
Гарольд решает остаться в Мексике и разыграть своё похищение, надеясь получить выкуп. Роль похитителей играют хозяева дешёвого мотеля, братья Роналдо и Эрнесто. Гарольд скрывается, Ричард и Элейн улетают домой, затем Гарольд звонит им с требованием выкупа. 
Ричард обращается к помощи своего брата Мича, в прошлом наёмного убийцы, решившего завязать с криминалом и встать на праведный путь. Ричард не горит желанием платить выкуп, но в связи со слиянием не заинтересован в огласке, поэтому просит брата спасти Гарольда из плена и перевезти в США, пообещав ему 200 тысяч долларов.
Гарольда узнают и похищают боевики «Чёрной пантеры», но ему удаётся сбежать, устроив автоаварию. Беглецу помогают американские туристы Санни и Майлз (который является мелким наркодилером картеля). Они доставляют его обратно в мотель Роналдо и Эрнесто, где братья пытаются его похитить, чтобы отдать картелю. Подоспевший Митч отбивает Гарольда и доставляет его в аэропорт, где тот пытается сбежать. Митч ловит его, и когда тот объясняет свой план с выкупом, они решают разделить деньги между собой. Митч вживляет Гарольду подкожный трекер.
Ричард сообщает Митчу об изменении планов: Гарольда нужно не спасти, а устранить, чтобы получить страховку за его смерть, и за это Ричард готов увеличить премию с двухсот тысяч до миллиона. Митч нехотя соглашается, изображая перед Гарольдом торг за сумму выкупа. Они выходят отпраздновать, якобы успешное завершение операции, и Митч пытается застрелить Гарольда, но не может заставить себя вернуться к криминальном прошлому.
На улице их снова перехватывают Роналдо и Эрнесто. Они похищают Гарольда и доставляют к Виллагесу, который немедленно убивает братьев, чтобы не платить им вознаграждение. Бандиты везут Гарольда на фабрику Promethium, чтобы тот вынес из сейфа тайную формулу таблетки. Однако на них нападает полиция и сотрудники УБН. 
Гарольда спасает Анхель, телохранитель Виллегаса, оказавшийся сотрудником УБН под прикрытием. Боевики наркокартеля сталкивают их машину с дороги. Спасая Анхеля, Гарольд ранит одного боевика, а второго убивает подоспевший на помощь Митч, но его тут же убивает первый боевик, которого доканчивает Гарольд. Анхель соглашается объявить его погибшим. Гарольд передаёт ему доказательства вины Ричарда и скрывается на машине Митча, в которой находит крупную сумму денег и фальшивый паспорт на имя Гарри Барнз.
Полиция арестовывает Виллегаса и Майлза. Ричард получает большой тюремный срок благодаря показаниям Элейн, которая становится руководителем Promethium. Гарольд остаётся в Мексике, открывает пляжный бар и не теряет контакт с Санни.

## В ролях
- Дэвид Ойелоуо — Гарольд Сойинкаа[7]
- Джоэл Эдгертон — Ричард Раск[7]
- Аманда Сайфред — Санни[7]
- Шарлиз Терон — Элейн Маркинсон[8]
- Тэнди Ньютон — Бонни Сойинка[9]
- Пэрис Джексон — Нелли[10]
- Юл Васкес — Анхель Валверде[9]
- Шарлто Копли — Митч Раск[11]
- Алан Рак — Джерри
- Гарри Тредэвэй — Майлз[9]
- Кеннет Чой[англ.] — Марти[9]
- Мелани Диас — Миа
- Диего Катаньо — Рональдо
- Эктор Котсифакис — Роберто Вега
- Башир Салахуддин[англ.] — Стю

## Съёмки
Основные съёмки начались 7 марта 2016 года.